# Полиптих святого Луки
«Полиптих святого Луки» (итал. Polittico di San Luca) — картина итальянского живописца Андреа Мантеньи. Создана в 1455 году. Хранится в Пинакотеке Брера в Милане (в коллекции с 1811 года).

## Описание
Полиптих был написан для церкви св. Юстины в Падуе и считается ранним шедевром Мантеньи. Живописные произведения сохранились в хорошем состоянии, хотя было утрачено оригинальное резное обрамление.
Придерживаясь традиционной схемы полиптиха (два яруса досок, золотой фон), художник показал высокое мастерство в последовательном пространственном построении композиции. Например, все фигуры нижнего ряда крепко стоят на мраморном полу, тающем в перспективе. Мастерство передачи пространства и объёмов является результатом пребывания Мантеньи в Падуе, где он изучал творчество Донателло. Гуманистическая культура Падуи отразилась в концепции, в архитектурных деталях, имитирующих цветной мрамор, и в монументальности фигур, напоминающих бронзовые изваяния, созданные Донателло для главного алтаря базилики св.Антония.
Центральная фигура святого Луки помещена за необычный круглый стол, опирающийся на колонну, что свидетельствует о хорошем владении художника перспективой.